# فینال جام یوفا ۲۰۰۰
فینال جام یوفا ۲۰۰۰، رقابت پایانی جام یوفا در سال ۲۰۰۰ میلادی است که مابین دو تیم باشگاه ورزشی گالاتاسرای و باشگاه فوتبال آرسنال برگزار شده‌است.
این مسابقه که در تاریخ ۱۷ مه ۲۰۰۰ انجام شده‌است با نتیجه صفر بر صفر به پایان رسید. در ضربات پنالتی باشگاه ورزشی گالاتاسرای با نتیجه ۴ بر ۱ به پیروزی رسید.